# Timul
Timul är en ort i Mexiko.   Den ligger i kommunen Tahdziú och delstaten Yucatán, i den östra delen av landet, 1 100 km öster om huvudstaden Mexico City. Timul ligger 27 meter över havet och antalet invånare är 543.
Terrängen runt Timul är mycket platt. Runt Timul är det glesbefolkat, med 14 invånare per kvadratkilometer. Närmaste större samhälle är Sabacché, 9,4 km väster om Timul. I omgivningarna runt Timul växer i huvudsak städsegrön lövskog.